# Philippe Zawieja
Philippe Zawieja Ph.D. is een Frans psychosocioloog, essayist en wetenschapper in beroepsgezondheid aan MINES ParisTech
. Hij is gekend voor zijn onderzoek in burn-out en andere vormen van vermoeidheid, in het bijzonder in de health and care sector en in de verzorging van alzheimerpatiënten.

## Levensloop
Zawieja studeerde in 1991 af aan de Burgundy School of Business, haalde een masters degree in health economics & management van de Paris School of Medicine en verdedigde zijn doctoraatsthesis in science and engineering of risk activities te MINES ParisTech.
Hij leidt eveneens het R&D Department van Orpea, de Europese leider in dependency care en is de secretaris van ORPEA’s wetenschappelijk en ethisch comité.

## Prijzen en eerbetuigingen
Zawieja is genomineerd in 2013 als Ridder van de Orde van de Academische Palmen, een Franse ridderorde voor gedistingeerde academici of persoonlijkheden in de wereld van cultuur en onderwijs.
Hij behaalde in 2014 de René-Joseph Laufer Prijs voor sociale preventieve gezondheidszorg van de Academie van sociale et politieke wetenschappen (Académie des Sciences Morales et Politiques), een afdeling van het befaamde Instituut van Frankrijk (Institut de France).

## Publicaties
- Zawieja P., coörd. Psychotraumatologie du travail. Parijs (Frankrijk): Armand Colin, november 2016. ISBN 978-2200611958
- Zaieja P, coörd. Dictionnaire de la fatigue. Genf (Zwitserland): Droz. ISBN 978-2600047135
- Zawieja P. Le burn out. Paris (Frankrijk): Presses universitaires de France, collectie Que sais-je ?, april 2015. ISBN 9782130633563
- Zawieja P, Guarnieri F, coörd. Dictionnaire des risques psychosociaux. Paris (Frankrijk): Le Seuil, februari 2014. ISBN 9782021109221
- Zawieja P, Guarnieri F, coörd. Épuisement professionnel : approches innovantes et pluridisciplinaires. Paris (Frankrijk): Armand Colin, september 2013. ISBN 978-2200287726